# Sexto Julio Esparso
Sexto Julio Esparso (en latín: Sextus Julius Sparsus) fue un senador romano que vivió a finales del siglo I y principios del siglo II, y desarrolló su cursus honorum bajo los reinados de Nerón, Vespasiano, Tito, y Domiciano. Fue cónsul sufecto en el año 88 junto con Manio Otacilio Catulo.

## Biografía
Desde la recuperación de un diploma militar que lleva su nombre, Esparso ha sido identificado a menudo como el hombre a quien Plinio el Joven escribió dos cartas sobre asuntos literarios, y como el destinatario de uno de los poemas de Marcial. Los expertos no cuestionaron seriamente esta identificación, ya que su cognomen "Esparso" es, como escribió Ronald Syme, "sobrenaturalmente raro". Solo pudo encontrarlo en los nombres de tres provinciales, uno que vivió en Nemausus y dos en 
la Hispania Tarraconensis, y en dos romanos, un retórico frecuentemente citado por Séneca el Viejo, y Gayo Lusio Esparso, un senador que vivió en el siglo II; La existencia de un tercer romano con este cognomen, Gayo Pomponio Rufo Acilio Prisco Celio Esparso, cónsul sufecto en el año 98, se conoció después de que Syme escribiera su artículo.
Sin embargo, se ha señalado que la cronología va en contra de esta identificación con el cónsul. Según la Lex Villia Annalis, Julio Esparso no debía tener menos de 42 años cuando accedió al consulado de sufecto en el año 88; ambas cartas de Plinio han sido fechadas entre los años 105 y 108, lo que indica que Esparso rondaba los sesenta años cuando se escribieron las cartas; ninguna carta está escrita en un tono que sugiera que fueron dirigidas a alguien mayor de lo que normalmente escribiría el siempre correcto Plinio. Esto ha llevado a algunos académicos, como Pitcher, a argumentar que las cartas de Plinio y el poema de Marcial en realidad están dirigidas al hijo de Esparso, del mismo nombre, probablemente cinco o diez años más joven que Plinio.
Puede ser que Julio Esparso, el cónsul, pudo haber sido gobernador proconsular de África, ya que Michel Christol ha publicado una inscripción fragmentaria de Uthina (actual Túnez) de la que se pueden leer dos líneas y la segunda contiene claramente el cognomen "Esparso". Christol primero sugiere que esto puede referirse a Julio Esparso, pero las otras dos cartas sobrevivientes lo obligan a rechazar esa identificación; luego aboga por una identificación con el cónsul sufecto del año 98 mencionado anteriormente, Celio Esparso. Si bien es posible que Julio Esparso fuera gobernador de África, el último escalafón de una exitosa carrera senatorial, es solo una pequeña posibilidad.